# Mastro

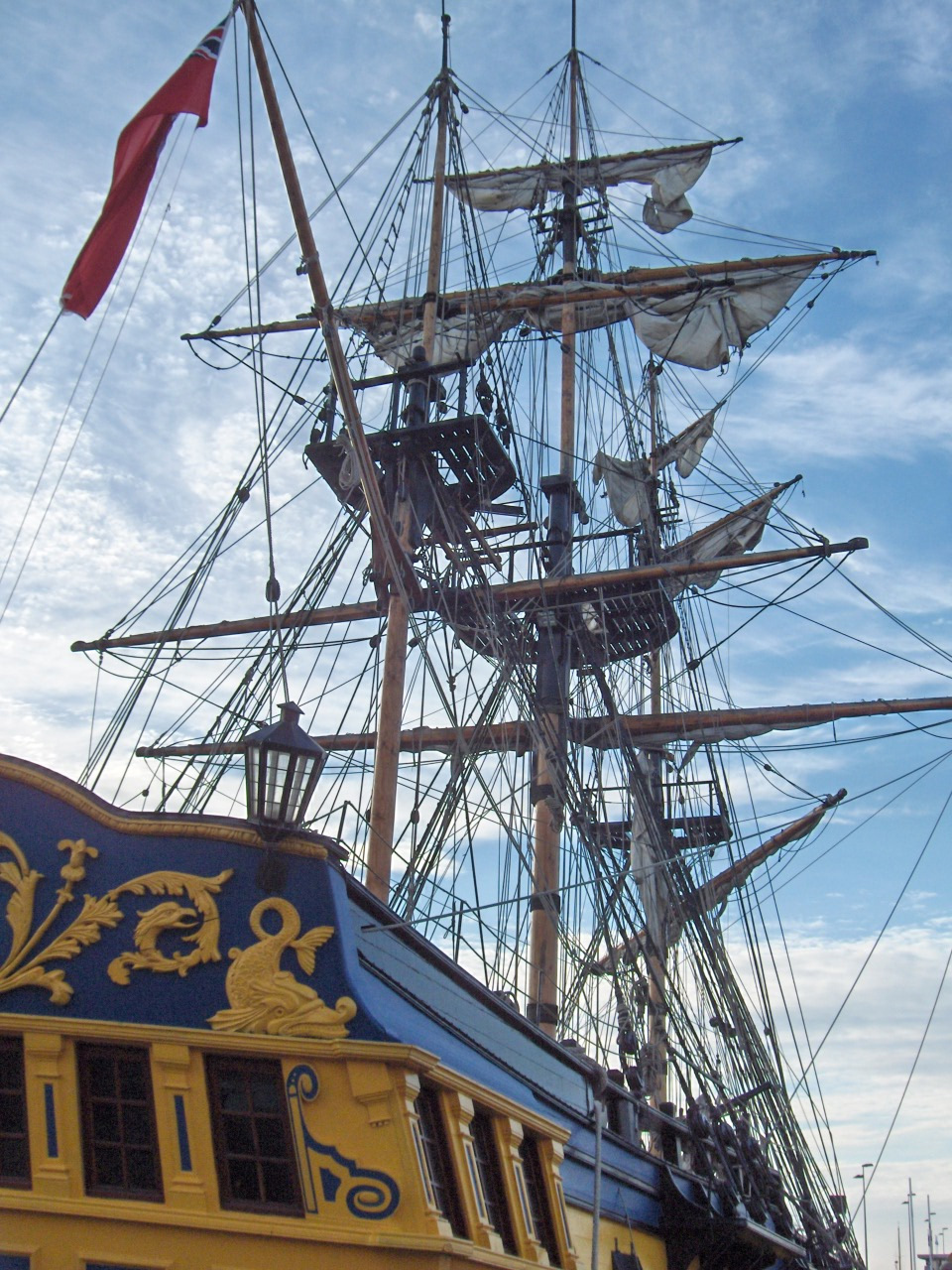
Mastros do Grand Turk.

Mastro ou mastaréu é o termo náutico que designa a(s) longa(s) peça(s) vertical(is) que nas embarcações a vela sustenta(m) a retranca, as cruzetas e o velame. Principais estruturas da mastreação, os mastros geralmente têm seção quadrada, circular ou oval e são fabricados em madeira, aço, alumínio ou fibra de carbono.
Os mastros também servem de suporte a demais partes da embarcação, como antenas, paus de carga, faróis, luzes de navegação etc. Em antigos navios de madeira, suportavam ainda o cesto da gávea.

## Classificação de embarcações pelo conjunto de mastros
Juntamente com o velame, o conjunto de mastros de um barco determina sua armação, que pode ser sloop, cúter, yawl, ketch (ou chalupa), escuna, brigue ou palhabote, entre outras.

## Fixação e cablagem de suporte
Afixados na quilha, os mastros perpassam o convés através da enora até se apoiarem na carlinga. Por suportarem grandes esforços, são reforçados na posição vertical por cabos chamados estais (à proa e à popa) e brandais (às laterais do casco). Atualmente, tais cabos são feitos de aço.

## Classificação dos mastros
Mastros podem ter diferentes nomes, dependendo da posição que ocupam. Assim, da vante para a ré: gurupés, estrutura que sai da proa na direção do eixo longitudinal do navio, (embora horizontal, também é considerado um mastro por sustentar as velas da proa); traquete (quando vertical na proa); No centro, ao mastro inferior dá-se o nome de mastro real, ou grande, enquanto ao superior se designa por mastaréu; e mezena (quando vertical na popa). 

## Novidades tecnológicas
Após o advento da fibra de carbono, material que conferiu extrema leveza e rigidez aos mastros, a última novidade é o chamado AeroRig®, um mastro motorizado e pivotante que elimina grande parte das ferragens do convés. Trata-se de um conceito que, segundo o fabricante, aumenta o aproveitamento da energia eólica em até 40%. Para o velejador brasileiro Amyr Klink, que utilizou o sistema em sua volta ao mundo a bordo do veleiro Paratii II, a ideia é “genial, simples e eficiente”.

## Ligação externa
- Nome dos mastros de uma nau e as diferentes partes do mastro real